# Vlajka Cookových ostrovů

Vlajka Cookových ostrovů
Poměr stran: 1:2

Vlajka Cookových ostrovů, svrchovaného státu a samosprávného území Nového Zélandu, je vlastně britskou státní námořní vlajkou s kruhem patnácti bílých pěticípých hvězd ve vlající části. Jeden z hrotů všech hvězd směřuje vždy ven z kruhu.
Bílá a modrá jsou barvy Demokratické strany. Podle oficiálního výkladu připomíná modrá barva Tichý oceán a bílá mírumilovnost obyvatel. Hvězdy symbolizují hlavní ostrovy archipelu. Jejich stejná velikost a uspořádání do kruhu naznačují rovnoprávnost a vzájemnou závislost jednotlivých členů tohoto ostrovního společenství.
Rozměry na obrázku: A=50; B=4; C=12; D=20; E=6; F=2; G=60; H=44; I=9.

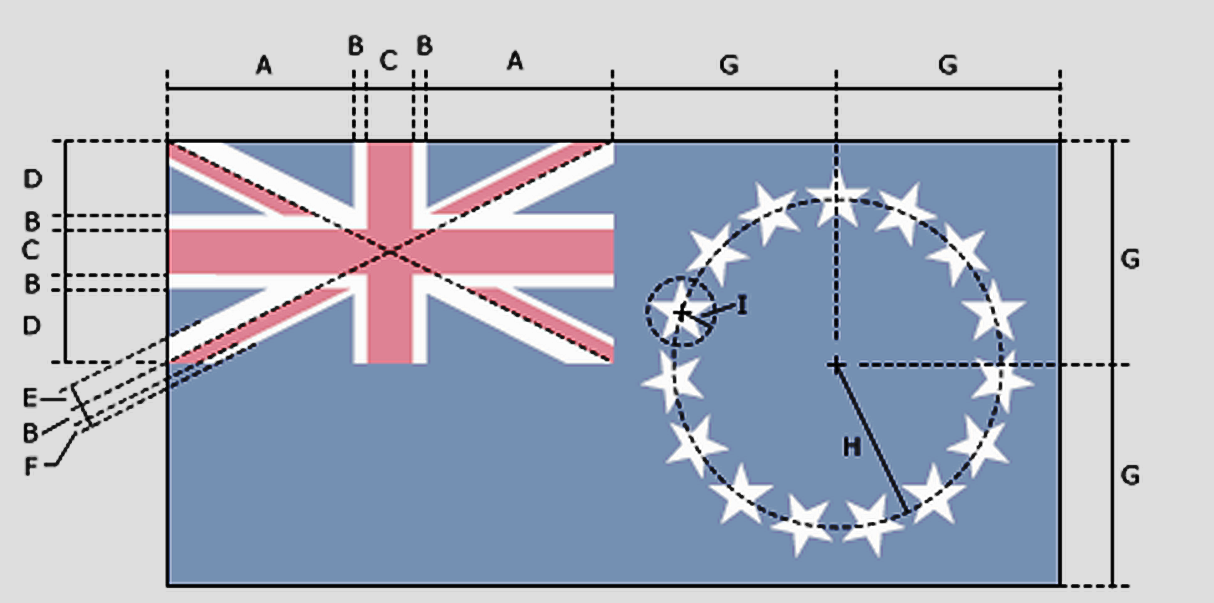
Rozměry vlajky Cookových ostrovů
Vlajka komisaře Cookových ostrovů Poměr stran: 1:2

## Historie
Vlajka se používá od roku 1979, kdy Demokratická strana zvítězila ve volbách. Předtím byla v letech 1973–1979 používána vlajka zelená s kruhem žlutých hvězd, protože zelená a žlutá jsou barvy tehdy vládnoucí Strany Cookových ostrovů.

Vlajka ostrova Rarotonga (1858–1888) Poměr stran: 2:3
Vlajka ostrova Rarotonga (1888–1893) Poměr stran: 1:2
Vlajka Cookových ostrovů (1893–1901) Poměr stran: 1:2
Vlajka Spojeného království Cookových ostrovů (1901–1902) Poměr stran: 1:2
Novozélandská vlajka Cookových ostrovů (1902–1973) Poměr stran: 1:2
Vlajka Cookových ostrovů (1973–1979) Poměr stran: 1:2
Vlajka Cookových ostrovů (1973–1979), nepotvrzeno Poměr stran: 1:2